# Schizoporella umbonata
Schizoporella umbonata is een mosdiertjessoort uit de familie van de Schizoporellidae. De wetenschappelijke naam van de soort is voor het eerst geldig gepubliceerd in 1926 door O'Donoghue & O'Donoghue.